# ウィンブルドン (映画)
『ウィンブルドン』（Wimbledon）は、2004年のイギリス映画。ウィンブルドン選手権を舞台としたロマンティック・コメディ。当初つけられる予定だった邦題は「恋とテニスとエースをねらえ!」だった。

## ストーリー
イギリス人テニス選手ピーター・コルトはウィンブルドン選手権を最後に引退を決意したが、ひょんなことから優勝候補として注目を集めるアメリカ人のリジー・ブラッドベリーと出会い、恋に落ちる。

## キャスト
| 役名                   | 俳優                         | 日本語吹替 |
| ---------------------- | ---------------------------- | ---------- |
| リジー・ブラッドベリー | キルスティン・ダンスト       | 中村千絵   |
| ピーター・コルト       | ポール・ベタニー             | 後藤敦     |
| ディーター・プロフ     | ニコライ・コスター＝ワルドー | 上田陽司   |
| ロン・ロス             | ジョン・ファヴロー           | 遠藤純一   |
| デニス・ブラッドベリー | サム・ニール                 | 星野充昭   |
| ジェイク・ハモンド     | オースティン・ニコルズ       | 宗矢樹頼   |
| エドワード・コルト     | バーナード・ヒル             | 秋元羊介   |
| オーガスタ・コルト     | エレノア・ブロン             |            |
| カール・コルト         | ジェームズ・マカヴォイ       |            |

- その他の声の出演：相沢正輝、小室正幸、火野カチコ、仲野裕、宇垣秀成、西宏子、彩木香里、棚田恵美子、堀越省之助、外村晶子、浅井晴美、赤井路子、渡邊正幸
- 日本語版制作スタッフ 演出：春日一伸、翻訳：高山美香、制作：ACクリエイト

## 評価
レビュー・アグリゲーターのRotten Tomatoesでは146件のレビューで支持率は61%、平均点は5.90/10となった。Metacriticでは35件のレビューを基に加重平均値が59/100となった。